# Бен-Секка
Бен-Секка (араб. رأس بن سكة‎) — мыс на побережье Средиземного моря в Тунисе. Крайняя северная точка Африки.
Расположен в 15 км к северо-западу от портового города Бизерта в одноимённом вилайете.